# Mictochroa angularis
Mictochroa angularis là một loài bướm đêm trong họ Noctuidae.